# Javier Puig Llamas
Francisco Javier Puig Llamas, nacido en Santiago de Compostela el 2 de noviembre de 1869 y fallecido en Pontevedra el 15 de septiembre de 1941, fue un abogado, periodista y político gallego.

## Trayectoria
Hijo de Juan Puig Vilomara y de Concepción Llamas Novac. Estudió el bachillerato en Lugo y Derecho en la USC. 
El escritor Ramón María del Valle Inclán le encargó la corrección de su publicación, Femeninas, prologada por Manuel Murguía y publicada en 1895, que fue su primer libro y consta de seis relatos cortos.
Fue funcionario del Estado y en 1900 se instaló como abogado en Pontevedra. Cofundador de la asociación juvenil "Los Exploradores de Pontevedra", fue redactor de La Tierra y director de La Correspondencia Gallega.
Fue alcalde de Pontevedra (1909-1911) y diputado provincial por el distrito de Vigo-Tui (1913-1923). Hizo amistad con Niceto Alcalá Zamora tras encomendarle este la defensa del hijo de la marquesa de Fuente del Moral. En el año 1931 fue elegido decano del Colegio Provincial de Abogados de Pontevedra. Durante la Guerra civil fue nombrado miembro de la Gestora de la Diputación en diciembre de 1936 y, el 11 de diciembre de 1937, presidente de la Diputación de Pontevedra; dimitiendo el 8 de octubre del año 1938, por razones personales.
Falleció en su domicilio en Pontevedra en la Rúa da Ponte número 17.

## Vida personal
Se casó en Pontevedra con Esperanza Gaite Sancho. Fueron padres de siete hijos entre los que se encuentra Antonio Puig Gaite.